# ドリュー・スタッブス
アンドリュー・ロバート・スタッブス（Andrew Robert "Drew" Stubbs, 1984年10月4日 - ）は、アメリカ合衆国・テキサス州ボウイ郡テクサーカナ出身の元プロ野球選手（外野手）。右投右打。

## 経歴

### プロ入りとレッズ時代
2006年のMLBドラフト1巡目（全体8位）でシンシナティ・レッズから指名され、6月14日に200万ドルの契約金で入団。
2009年8月19日のサンフランシスコ・ジャイアンツ戦でメジャーデビュー。
2010年は中堅手のレギュラーに定着し、22本塁打・30盗塁の活躍でレッズの地区優勝に貢献した。
2011年は、リーグ2位タイの40盗塁を記録。一方で、両リーグ最多、史上二人目のシーズン200三振となる205三振を喫するなど、打撃面では粗さが目立った。

### インディアンス時代
2012年12月11日にアリゾナ・ダイヤモンドバックスも含めた三角トレードで、クリーブランド・インディアンスへ移籍した。

### ロッキーズ時代
2013年12月18日にジョシュ・アウトマンとのトレードで、コロラド・ロッキーズへ移籍した。
2015年1月14日にロッキーズと582万5000ドルの1年契約に合意した。8月12日にDFAとなり、20日に自由契約となる。この年、自由契約になるまでに51試合に出場したが、打者有利の本拠地を有するロッキーズながら打率.216・5本塁打・10打点・2盗塁・OPS0.717という低調な成績で打撃不振だった。守備面では外野の全ポジションを守り分け、無失策・DRS +2と好守を披露した。

### レンジャーズ時代
2015年8月24日にテキサス・レンジャーズとマイナー契約を結んだ。9月1日にメジャー契約となり、40人枠入り。レンジャーズでは27試合に出場して3盗塁を決めたが、打率.095・本塁打と打点は共に0と、移籍前よりも不振を極めた。守備成績は、中堅手と左翼手を守って失策・DRS共に0だった。ロッキーズとの通算打撃成績は、78試合の出場で打率.195・5本塁打・10打点・5盗塁という内容だった。オフの11月2日にFAとなった。
2016年2月27日、レンジャーズとマイナー契約を結び、同年のスプリングトレーニングに招待選手として参加することになった。3月29日、契約上の権利を行使して自由契約となった。

### ブレーブス時代
2016年3月31日、アトランタ・ブレーブスで3日間のテスト期間を与えられ、4月2日にブレーブスとメジャー契約を結んだ。ブレーブスでは20試合に出場し、打率.237・1本塁打・3打点・4盗塁という打撃成績を記録。守備では中堅手10試合と左翼手4試合を守ったが、どちらでもDRSはマイナスだった。5月2日にDFAとなった。

### レンジャーズ復帰
2016年5月7日にレンジャーズと契約した。5月14日のトロント・ブルージェイズ戦では延長10回にサヨナラ本塁打を放った。レンジャーズでは19試合でプレーし、打率.300・2本塁打・3打点・4盗塁・OPS1.000と絶好調を維持した。守備面では、外野の全3ポジションを守って通算DRS - 3を記録。8月25日にDFA、28日に自由契約となった。

### オリオールズ時代
2016年8月31日にウェイバー公示でボルチモア・オリオールズへ移籍した。オリオールズでは一転して絶不調となり、20試合で打率.136・1本塁打・1打点・1盗塁（1盗塁死）という成績だった。守備で守ったのは右翼手が最多の13試合。3チーム通算では、59試合の出場で打率.225・3本塁打・7打点・9盗塁という打撃成績と、外野3ポジショントータルでDRS -7という守備成績を記録。オフの11月3日にFAとなった。

### ジャイアンツ時代
2017年2月8日にミネソタ・ツインズとマイナー契約を結び、スプリングトレーニングに招待選手として参加することになったが、3月26日に自由契約となった。
その後、4月6日にジャイアンツとマイナー契約を結び、13日に傘下のAAA級サクラメント・リバーキャッツへ配属された。4月24日にメジャー契約を結んでアクティブ・ロースター入りした。5月6日にDFAとなり、8日に40人枠を外れる形でAAA級サクラメントへ配属された後、10日にFAとなった。

### レンジャーズ傘下時代
2017年5月16日にレンジャーズとマイナー契約を結び、傘下のAAA級ラウンドロック・エクスプレスへ配属された。8月30日に自由契約となった。この年限りで現役を引退し、引退後は不動産関係の仕事に就いている。

## 詳細情報

### 年度別打撃成績
| 年 度    | 球 団    | 試 合 | 打 席 | 打 数 | 得 点 | 安 打 | 二 塁 打 | 三 塁 打 | 本 塁 打 | 塁 打 | 打 点 | 盗 塁 | 盗 塁 死 | 犠 打 | 犠 飛 | 四 球 | 敬 遠 | 死 球 | 三 振 | 併 殺 打 | 打 率 | 出 塁 率 | 長 打 率 | O P S |
| -------- | -------- | ----- | ----- | ----- | ----- | ----- | -------- | -------- | -------- | ----- | ----- | ----- | -------- | ----- | ----- | ----- | ----- | ----- | ----- | -------- | ----- | -------- | -------- | ----- |
| 2009     | CIN      | 42    | 196   | 180   | 27    | 48    | 5        | 1        | 3        | 79    | 17    | 10    | 4        | 1     | 0     | 15    | 0     | 0     | 49    | 1        | .267  | .323     | .439     | .762  |
| 2010     | CIN      | 150   | 583   | 514   | 91    | 131   | 19       | 6        | 22       | 228   | 77    | 30    | 6        | 3     | 6     | 55    | 2     | 5     | 168   | 6        | .255  | .329     | .444     | .773  |
| 2011     | CIN      | 158   | 681   | 604   | 92    | 147   | 22       | 3        | 15       | 220   | 44    | 40    | 10       | 6     | 1     | 63    | 1     | 7     | 205   | 2        | .243  | .321     | .364     | .686  |
| 2012     | CIN      | 136   | 544   | 493   | 75    | 105   | 13       | 2        | 14       | 164   | 40    | 30    | 7        | 6     | 1     | 42    | 0     | 2     | 166   | 2        | .213  | .277     | .333     | .610  |
| 2013     | CLE      | 146   | 481   | 430   | 59    | 100   | 21       | 2        | 10       | 155   | 45    | 17    | 2        | 2     | 3     | 44    | 1     | 2     | 141   | 3        | .233  | .305     | .360     | .665  |
| 2014     | COL      | 132   | 424   | 388   | 67    | 112   | 22       | 4        | 15       | 187   | 43    | 20    | 3        | 2     | 3     | 30    | 1     | 1     | 136   | 4        | .289  | .339     | .482     | .821  |
| 2015     | COL      | 51    | 114   | 102   | 14    | 22    | 3        | 2        | 5        | 44    | 10    | 2     | 1        | 2     | 0     | 9     | 1     | 1     | 50    | 1        | .216  | .286     | .431     | .717  |
| 2015     | TEX      | 27    | 26    | 21    | 6     | 2     | 1        | 0        | 0        | 3     | 0     | 3     | 0        | 0     | 0     | 5     | 0     | 0     | 10    | 0        | .095  | .269     | .143     | .412  |
| '15計    | TEX      | 78    | 140   | 123   | 20    | 24    | 4        | 2        | 5        | 47    | 10    | 5     | 1        | 2     | 0     | 14    | 1     | 1     | 60    | 1        | .195  | .283     | .382     | .665  |
| 2016     | ATL      | 20    | 42    | 38    | 6     | 9     | 0        | 0        | 1        | 12    | 3     | 4     | 0        | 0     | 0     | 4     | 0     | 0     | 20    | 1        | .237  | .310     | .316     | .625  |
| 2016     | TEX      | 19    | 25    | 20    | 6     | 6     | 0        | 0        | 2        | 12    | 3     | 4     | 0        | 0     | 1     | 4     | 0     | 0     | 7     | 0        | .300  | .400     | .600     | 1.000 |
| 2016     | BAL      | 20    | 27    | 22    | 1     | 3     | 0        | 0        | 0        | 3     | 1     | 1     | 1        | 0     | 0     | 4     | 0     | 1     | 11    | 0        | .136  | .296     | .136     | .433  |
| '16計    | BAL      | 59    | 94    | 80    | 13    | 18    | 0        | 0        | 3        | 27    | 7     | 9     | 1        | 0     | 1     | 12    | 0     | 1     | 38    | 1        | .225  | .330     | .338     | .667  |
| 2017     | SF       | 10    | 24    | 22    | 0     | 2     | 0        | 0        | 0        | 2     | 0     | 0     | 0        | 0     | 0     | 2     | 0     | 0     | 9     | 0        | .091  | .167     | .091     | .258  |
| MLB：9年 | MLB：9年 | 911   | 3167  | 2834  | 444   | 687   | 106      | 20       | 92       | 1109  | 283   | 161   | 34       | 22    | 15    | 277   | 6     | 19    | 972   | 20       | .242  | .313     | .391     | .704  |

- 各年度の太字はリーグ最高

### 背番号
- 6（2009年 - 2012年）
- 11（2013年）
- 13（2014年 - 2015年途中）
- 15（2015年途中 - 同年終了、2016年途中 - 同年途中）
- 2（2016年 - 同年途中）
- 18（2016年途中 - 同年終了）
- 46（2017年）